# Phytoecia affinis
Phytoecia affinis är en skalbaggsart som först beskrevs av Harrer 1784.  Phytoecia affinis ingår i släktet Phytoecia, och familjen långhorningar. Arten har ej påträffats i Sverige.

## Bildgalleri

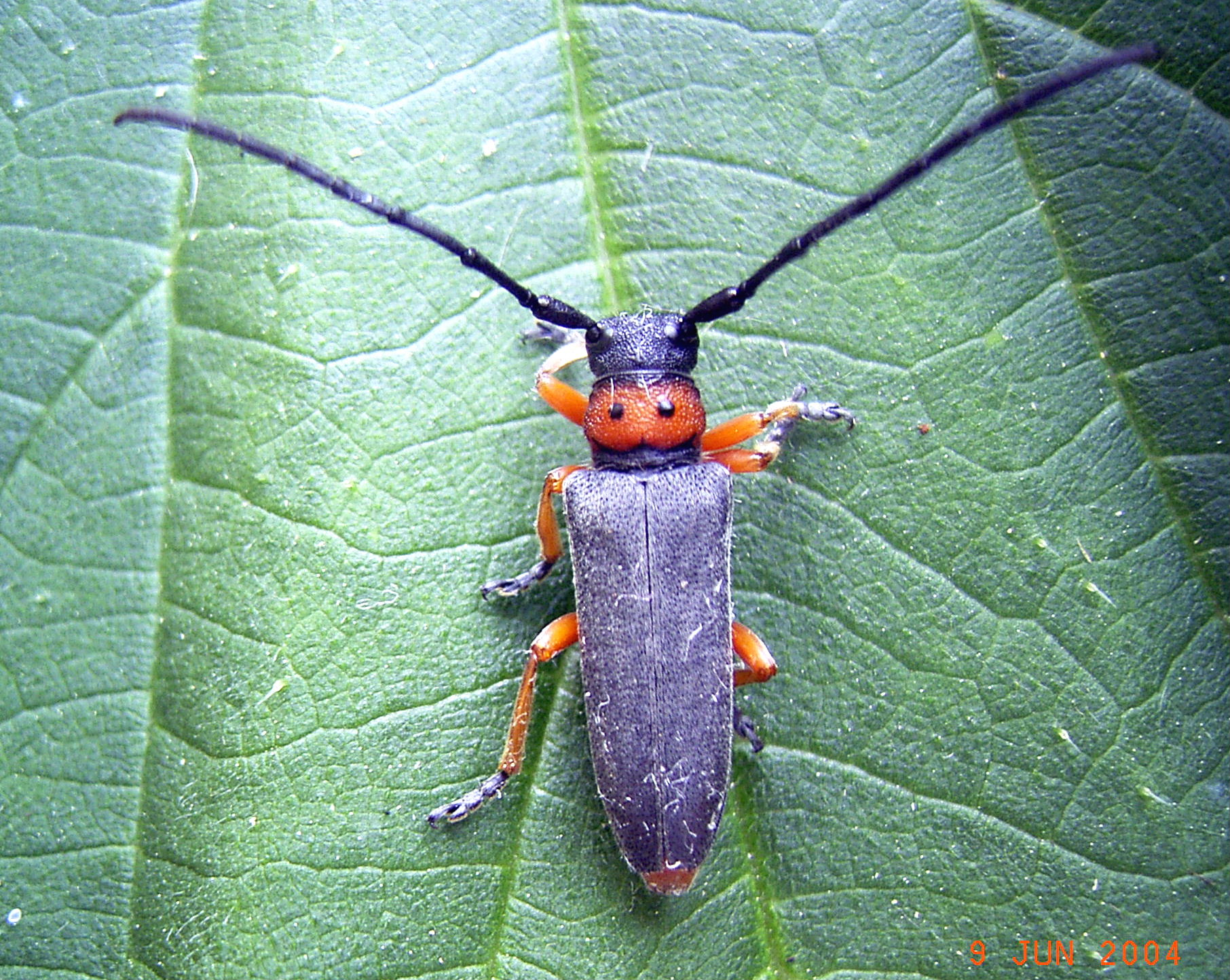
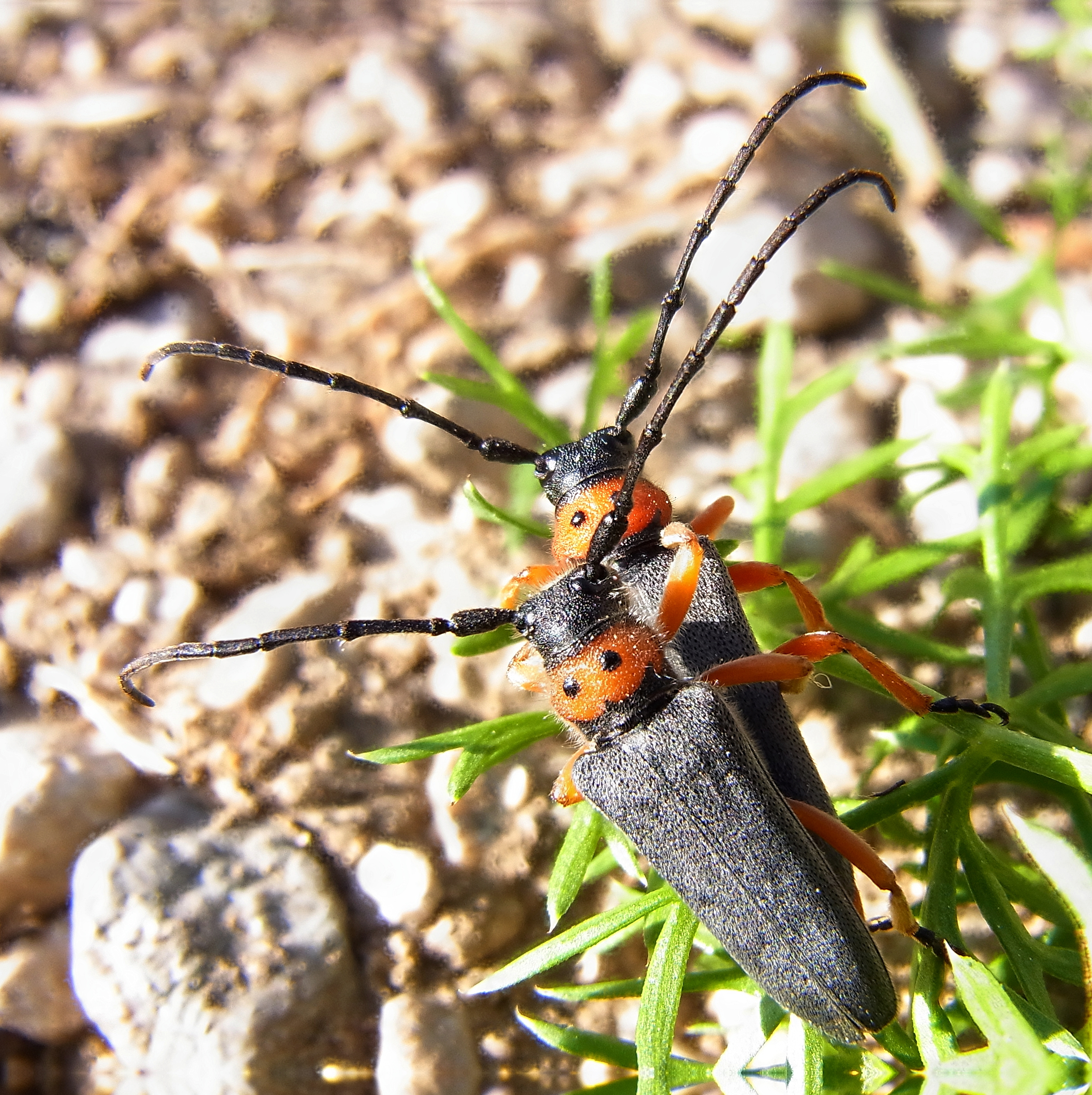
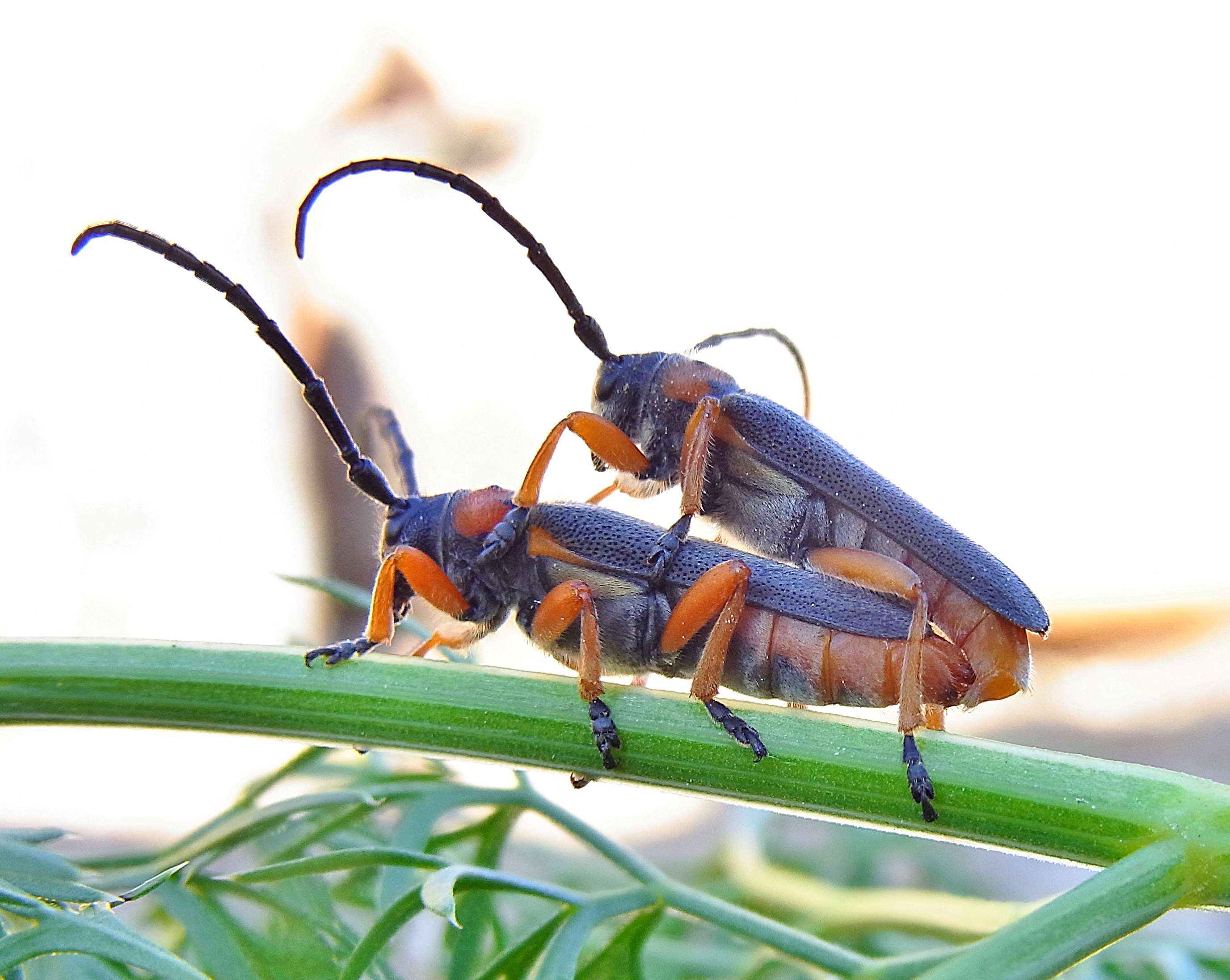